# باجا کوندا
باجا کوندا (به لاتین: Baja Kunda) یک منطقهٔ مسکونی در گامبیا است که در Upper River Division واقع شده‌است. باجا کوندا ۷،۹۲۴ نفر جمعیت دارد.